# Радегаст
Радегаст (Радого́ст, Радаѓаст, Радига́ст, Сварожич-Радгост) — предполагаемый западнославянский бог, названный Гельмольдом в «Славянской хронике» (1167—1168), богом земли бодричей. Также средневековые хронисты описывают храм Радегаста в Ретре, главном городе племени ратарей. Храм Радегаста фигурирует в опере Н. А. Римского-Корсакова «Млада».
Ряд исследователей считают, что образ этого персонажа возник в результате путаницы названий божества, города и племени. Имя Радегаст сохранилось в славянской топонимике, в том числе в восточнославянских землях (см. Радогощь).

## Описание
По данным Писториуса (von Pistorius), впервые описание идола Радигаста появляется в 1492 году в первом печатном издании Саксонской хроники Конрада Боте. Именно, на гравюре, помещённой в 1133 году, изображён бог Радигаст и сделана подпись:

В Мекленбурге ободриты почитали бога, именовавшегося Радигост, который имел на груди щит, на котором была изображена чёрная бычья голова, а ещё имел в руке секиру, а на голове — птицу. Оригинальный текст (нем.)... unde to mekelenborch der obytriten affgot de heyt Ridegast, da hadde vor der borst einen schilt, darin stod ein swarte Büffelenkop unde hadde in der hant eyue stryd exse unde upp dem kopp eynen vogel.

На гравюре «Радегаст стоит обнажённым на постаменте, у него радостное юношеское лицо и курчавые волосы, на голове — птица с расправленными крыльями. В правой руке он держит у груди голову быка, а в левой — секиру. Помимо того, что гравюра на дереве содержит больше сведений, чем само описание, ошибка состоит в том, что изображения рук заменены местами в результате недосмотра резчика, который вырезал руки так, как было на рисунке, и потому секира оказалась в левой руке». В тексте самой Саксонской хроники о Радигасте не сказано ни слова, что давало повод отнести её на счёт фантазии иллюстраторов. Тем не менее, по этому оригиналу делались все рисунки, которые встречаются у авторов XVII—XVIII веков, например, Вестфалена (Westphalen, Monumenta indedita rerum Germanicarum praecipue Cimbricarum et Megapolensium), Бера (Beehr, Rebus Mekelburgicis) и в издании Bangert’а Славянской хроники Гельмольда.
Священный город Ретра находился в земле лютичей, на мысу у озера. В храме стояли идолы Радигоста и других богов и богинь в доспехах и с оружием. По другим данным золотой идол Радигоста лежал на пурпурном ложе.
В Mater Verborum бог Радигост сопоставлен Меркурию и сообщено, что он внук Кирта (лат. Mercurius: Radihost, wnuk Kirtow), Кирт же, наряду с Сытивратом (лат. Sytiwrat) и Гладолетом (лат. Hladolet), — славянский Сатурн.
Сербо-лужицкий этнограф Абрахам Френцель (1696) пишет: «De Radegastos. Marte Soraborumque altero supremo Deo».

## Критика
Некоторые исследователи (А. Брюкнер, Л. Нидерле, Н. И. Зубов) считают, что божества по имени Радогост у славян не было. Такое мнение основывается на том факте, что впервые этого вопроса касается Титмар Мерзебургский, который сообщает, что в земле славянского племени редарей есть город Радогощ, в котором поклоняются главному богу Сварожичу. Поздние хронисты и историки, судя по всему, пользовались лишь этими данными. Через полвека Адам Бременский пишет уже о городе Ретре и боге Радегасте. Исследователи считают, что он ошибся и перепутал название божества, города и племени, причём имя Сварожич выпало. Известно, что божество Сварожич встречалось и у восточных славян. Также известно о многих славянских личных именах на гост- (Гостомысл), а славяне не называли детей в честь божеств. Кроме того, у западных славян встречается множество топонимов на -гост. Всё это говорит о том, что Радогост — это название города, а не имя божества, и путаница произошла либо из-за ошибки одного из хронистов, либо слово Радгост было локальным эпитетом Сварожича, который позднее приняли за имя.